# Melanographia
Melanographia is een geslacht van vlinders van de familie visstaartjes (Nolidae), uit de onderfamilie Nolinae.

## Soorten
- M. flexilineata Hampson, 1898